# Академія Наук
Академія Наук (рос. Академия Наук) — вулкан, розташований у південній частині півострова Камчатка, Росія, поруч із стратовулканом Каримський. Вулкан містить декілька кальдер, і найвідоміша з них відома як Каримське озеро (назване на честь Каримів).
Вулкан названий на честь Російської Академії Наук, Російської (Радянської) Академії наук. Останнє виверження відбулося 2-3 січня 1996 року.